# (6288) Fouts
(6288) Fouts est un objet de la ceinture principale d'astéroïdes découvert en 1984.

## Description
(6288) Fouts a été découvert le 2 mars 1984 à l'observatoire de La Silla, au Chili,  par H. Debehogne.

### Caractéristiques orbitales
L'orbite de cet astéroïde est caractérisée par un demi-grand axe de 3,21 UA, un périhélie de 2,68 UA, une excentricité de 0,16 et une inclinaison de 2,31° par rapport à l'écliptique. Du fait de ces caractéristiques, à savoir un demi-grand axe entre 3,2 et 4,6 UA, il est classé, selon la JPL Small-Body Database, comme objet de la ceinture principale extérieure.

### Caractéristiques physiques
(6288) Fouts a une magnitude absolue (H) de 12,8 et un albédo estimé à 0,394.